# Pinneberg
Pinneberg (dolnoniem. Pinnbarg) – miasto w północnych Niemczech, w kraju związkowym Szlezwik-Holsztyn, siedziba powiatu Pinneberg. Na dzień 31 grudnia 2021 liczy 43 603 mieszkańców.
W mieście jest stacja kolejowa Pinneberg.
W mieście rozwinął się przemysł metalowy, skórzany, gumowy oraz włókienniczy.

## Współpraca
- Nzega, Tanzania
- Приморск (Primorsk), Rosja
- Rockville, USA